# Havilanditermes
Havilanditermes es un género de termitas  perteneciente a la familia Termitidae que tiene las siguientes especies:

## Especies
1. Havilanditermes atripennis
2. Havilanditermes communis
3. Havilanditermes orthonasus
4. Havilanditermes proatripennis